# Sent Maissemin
Sent Maissemin (en francès Saint-Maximin) és un municipi francès situat al departament del Gard i a la regió d'Occitània.